# NGC 5025
NGC 5025 est une vaste galaxie spirale située dans la constellation des Chiens de chasse. Sa vitesse par rapport au fond diffus cosmologique est de 6 580 ± 17 km/s, ce qui correspond à une distance de Hubble de 97,1 ± 6,8 Mpc (∼317 millions d'al). NGC 5025 a été découverte par l'astronome germano-britannique William Herschel en 1787.
La classe de luminosité de NGC 5025 est II et elle présente une large raie HI. Selon la base de données Simbad, NGC 5025 est une galaxie LINER, c'est-à-dire une galaxie dont le noyau présente un spectre d'émission caractérisé par de larges raies d'atomes faiblement ionisés.
À ce jour, six mesures non basées sur le décalage vers le rouge (redshift) donnent une distance de 84,567 ± 14,713 Mpc (∼276 millions d'al), ce qui est à l'intérieur des valeurs de la distance de Hubble. Notons cependant que c'est avec la valeur moyenne des mesures indépendantes, lorsqu'elles existent, que la base de données NASA/IPAC calcule le diamètre d'une galaxie et qu'en conséquence le diamètre de NGC 5025 pourrait être d'environ 62,1 kpc (∼203 000 al) si on utilisait la distance de Hubble pour le calculer.